# Branchinella sublettei
Branchinella sublettei är en kräftdjursart som beskrevs av Sissom 1976. Branchinella sublettei ingår i släktet Branchinella och familjen Thamnocephalidae. Inga underarter finns listade.